# Wirichsbongardstor

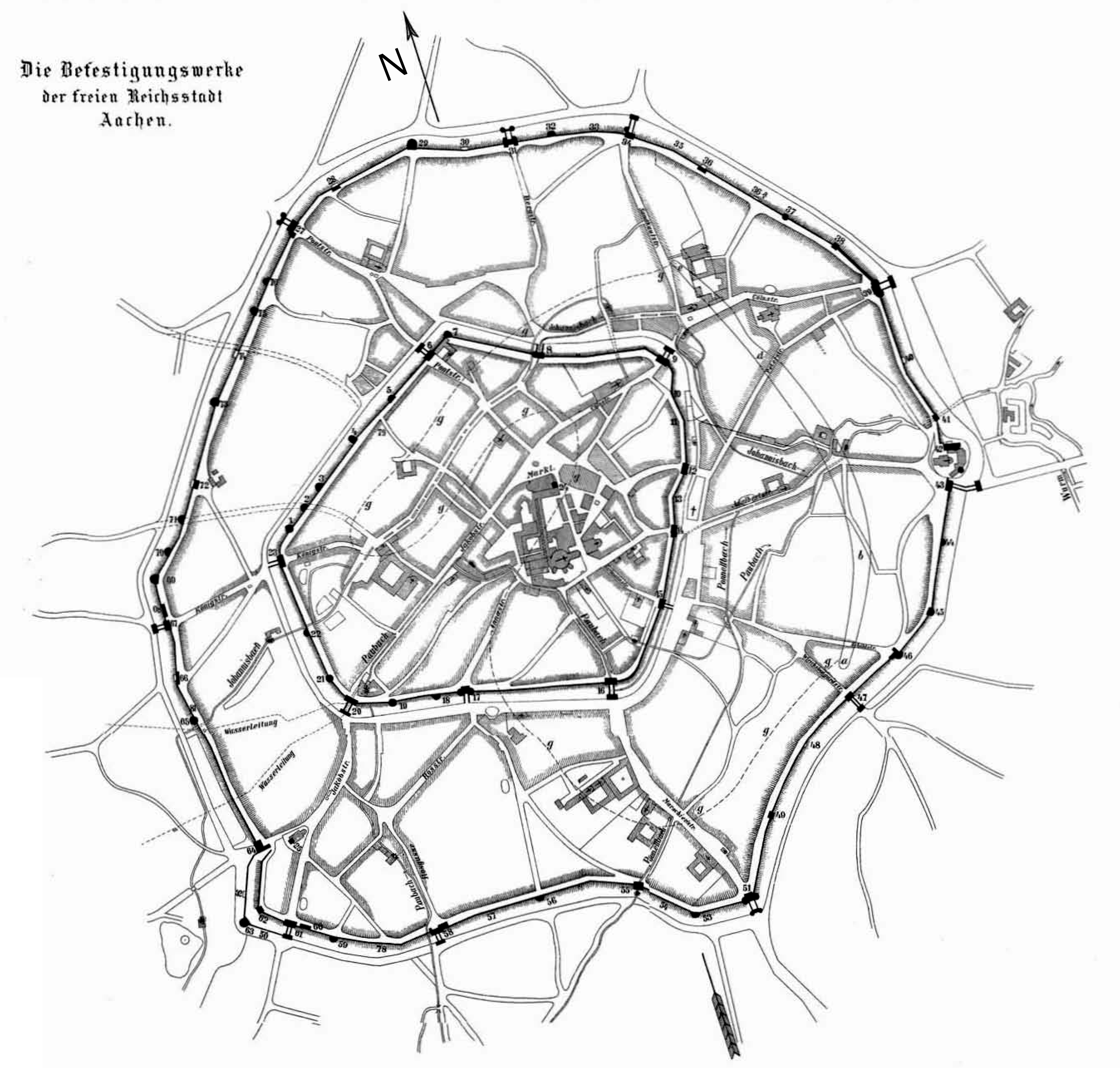
Overzicht van de vestingwerken in Aken. Nummer 47 is de Wirichsbongardstor.

De Wirichsbongardstor was een stadspoort die vermoedelijk gebouwd is rond de 13e of 14e eeuw en maakte deel uit van de buitenste stadsmuren van de Duitse stad Aken. Het poortgebouw bestaat niet meer.

## Locatie
De plek van de Wirichsbongardstor is thans gelegen in de Theaterstraße, terwijl vroeger aan de stadskant de Wirichsbongardstraße richting de stadspoort liep. Deze weg kwam uiteindelijk uit bij de Harduinstor in de binnenste stadsmuren van de stad, het equivalent van de Wirichsbongardstor. De Wirichsbongardstor was de zuidoostelijke poort in de buitenste stadsomwalling.
Als onderdeel van de buitenste stadsmuren van Aken lag de Wirichsbongardstor tussen de Adalbertstor in het noorden en de Marschiertor in het zuiden. Tussen de Adalbertstor en de Wirichsbongardstor bevonden zich de Rotkugelturm, Pulvertürmchen en Schildturm. Tussen de Wirichsbongardstor en de Marschiertor bevonden zich de weertoren Krichelenturm en twee erkers van de Akense stadsmuren.
De precieze locatie kon enige jaren geleden door baggerwerkzaamheden bewezen worden.

## Geschiedenis
Over de stadspoort is er maar weinige zekere historische informatie bekend. Het bouwjaar is overgeleverd, maar is vermoedelijk in de 13e eeuw of 14e eeuw gebouwd, net als de andere stadspoorten van de buitenste stadsmuren. Bekend is wel dat de poort in 1648 gesloten werd. Het nutsrecht van het gebouw bezat de landvoogd van Burtscheid. Het diende jarenlang als opslagplaats voor de burgheren van Burg Frankenberg. Aan het begin van de 18e eeuw veranderde zijn gebruiksfunctie. Het gebouw werd omgebouwd tot windmolen. De molen was eigendom van de stad en kon tijdelijk ook door bakkers gepacht worden zodat zij in tijden van nood meel konden malen.
Documenten uit het jaar 1847 geven aan dat in deze tijd nog delen van de stadstorens aanwezig was. Daarna is er niets meer van het gebouw bekend.
Bij baggerwerkzaamheden voor de inrichting van nieuwbouw, stootte men op muurrestanten die eenduidig de exacte positie van het voormalige gebouw lieten zien.

## Opbouw
De Wirichsbongardstor had een breedte van 14 meter en een diepte van 11,5 meter. Oorspronkelijk zal het bovenste deel van de stadstoren uit steen opgetrokken zijn. Later veranderde dit bij de ombouw naar windmolen en bestond het bovenste deel uit hout.
Het gebouw had een voorpoort, net zoals bijna alle stadspoorten van Aken. Bij de Wirichsbongardstor betrof dit een eenvoudige rechthoekig gebouw.